# نظام التصنيف الرياضي الموحد لاتحاد الجمهوريات الاشتراكية السوفيتية وروسيا

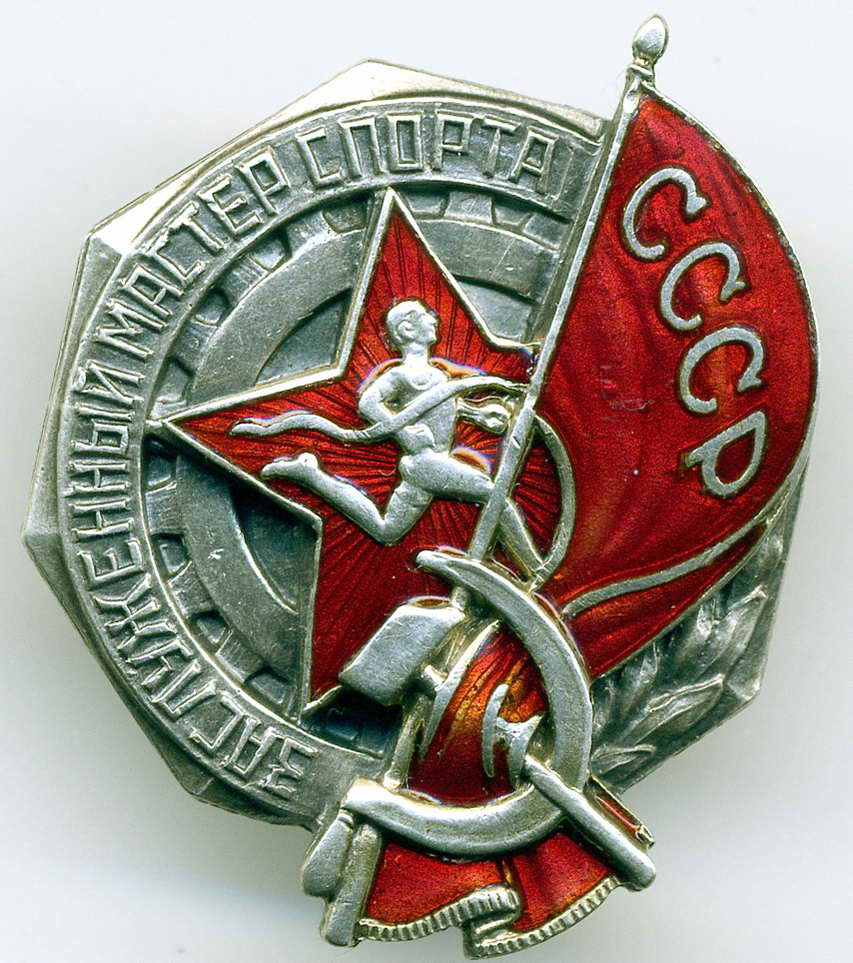
شارة استحقاق ماجستير الرياضة في اتحاد الجمهوريات الاشتراكية السوفيتية. مُنحت للملاكم السوفيتي فيكتور ميخائيلوف عام 1936

نظام التصنيف الرياضي الموحد لاتحاد الجمهوريات الاشتراكية السوفيتية وروسيا (بالروسية: Единая Всесоюзная спортивная классификация) هي وثيقة توفر متطلبات نظام التربية البدنية السوفيتية العامة لكل من الرياضيين والمدربين. واصلت روسيا وجمهوريات ما بعد الاتحاد السوفيتي الأخرى نسخها الخاصة من النظام.

## وصلات خارجية
- الموسوعة السوفيتية العظمى, 3rd ed., vol. 9, p. 64